# Rheumaptera albopunctata
Rheumaptera albopunctata là một loài bướm đêm trong họ Geometridae.